# Угорці в Словаччині

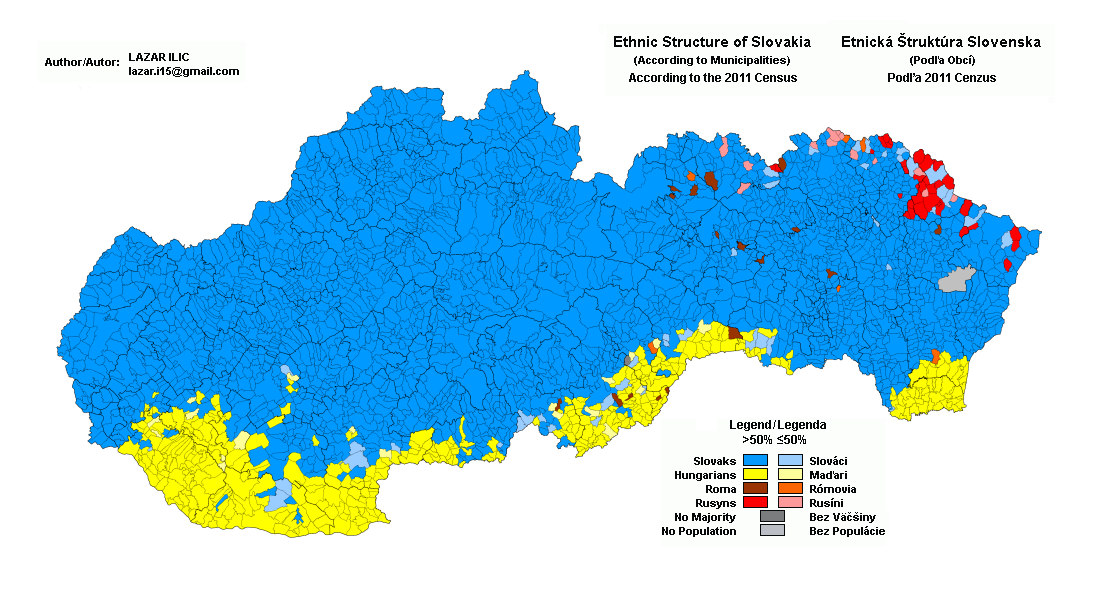
Етнічна карта Словаччини за 2011 рік.

За результатами офіційного перепису населення 2011 року в Словаччині проживає 458 467 угорців, що становить 8,5 % від загальної кількості населення країни. Вони є другою за чисельністю найбільшою етнічною групою в Словаччині. Але при цьому їхня чисельність і частка в загальній кількості населення в останні часи зазнає скорочення. Наприклад, згідно офіційного перепису населення 2001 року в Словаччині проживало 520 528 угорців або 9,7 % від загальної кількості населення.

## Історія
Угорські племена захопили Середньодунайську рівнину в кінці IX ст., підкоривши й асимілювавши місцеве слов'янське населення Великоморавської держави. Словацьке населення збереглося лише в північних, передкарпатських регіонах. Але в ході турецьких навал XVII ст., особливо після битви при Могачі, основна частина угорських земель була завойована османами й багато угорців знайшли притулок у північних словацьких землях.
Столиця неокупованої турками Угорщини була перенесена в місто Пожонь (угорська назва Братислави) і потрапила в підпорядкування до австрійських Габсбургів, які почали успішну боротьбу з турками. В Австрійській імперії, що діяла за принципом «розділяй і володарюй», словацькі землі були знову передані під неформальний контроль угорської знаті, яка активно втілювала в життя політику мадяризації місцевого населення. Внаслідок такої політики частка угорців у Словаччині перевищила 30 % населення, зокрема в Братиславі збільшилася з 7,5 % на початку XIX ст. до 40,5 % в 1910 році.
Після розпаду Австро-Угорської імперії, який стався внаслідок Першої світової війни, частина угорського, точніше угорськомовного населення, була репатрійована в Угорщину, частина прийняла словацьку самосвідомість в ході політики словакізації, яка проводилася тодішньою владою Чехословаччини. Багато напівасимільованих словаків в той час знову повернулися до рідної мови. Після Другої світової війни частка угорців скоротилася ще більше в результаті декількох обмінів населенням між Чехословаччиною та Угорщиною, але планомірної загальної депортації всіх угорців (за прикладом загальної депортації німців) зі Словаччини не проводилося, хоча такі плани й були.
У післявоєнній Чехословаччині угорці були третім за величиною народом після чехів і словаків. Їх чисельність зростала в результаті природного приросту, хоча і більш повільними темпами, ніж в середньому по країні, тому їх частка в загальній кількості населення країни продовжувала скорочуватися. У незалежній Словаччині чисельність і частка угорців продовжує скорочуватися внаслідок природного зменшення.

## Сучасність
Угорці в Словаччині складають більшість населення в округах Комарно (69,37 %) і Дунайська Стреда (79,08 %). Також масово угорці проживають і в інших південних округах країни, які межують з Угорщиною (Рімавска Собота, Нове Замки тощо). На цих територіях угорською мовою видаються газети і інша література, ведеться теле- і радіомовлення, хоча більшість угорців сучасної Словаччини двомовні. На виборах місцеві угорці голосують за партії, які представлять їхні національні інтереси — Партія угорської спільноти і партію «Мост». До того ж парламент Угорщини спеціальним законом надав можливість словацьким угорцям мати подвійне громадянство — як словацьке, так і угорське.